# Александър Кралев
Александър Ив. Кралев е български революционер, деец на Върховния македоно-одрински комитет и Вътрешната македоно-одринска революционна организация.

## Биография
Кралев е роден в 1882 година в Щип, тогава в Османската империя, днес в Северна Македония. Присъединява се към четата на Върховния комитет, начело с мичман Тодор Саев. През лятото на 1903 година е в четата на Константин Нунков, която действа на територията на Одрински революционен окръг в Дедеагачко и Софлийско. На следната година навлиза отново в Беломорието с четата на Михаил Даев, който по-късно го оставя за самостоятелен войвода в Софлийско.